# 영덕군민운동장
영덕군민운동장(盈德郡民運動場, Yeongdeok Civic Stadium)은 대한민국 경상북도 영덕군에 있는 스포츠 시설이다. 천연잔디 필드와 우레탄 트랙이 갖춰진 경기장이며, 1973년에 준공되었다.

## 참고 문헌
- “영덕군민운동장”. 《영덕관광포털》. 영덕군청.
- 《2021년 전국 공공체육시설 현황(2020년말 기준)》. 대한민국 문화체육관광부. 2022.
- 《2023 전국 공공체육시설 현황 (2022년 12월말 기준)》. 대한민국 문화체육관광부. 2024.